# Хорошевский монастырь
Хо́рошев(ский) Вознесе́нский же́нский монасты́рь — православный монастырь в Харьковской губернии в селе Хорошево Харьковского уезда. Основан в 1664 году, упразднён в 1922 году.

## История

### Дата основания
Монастырь был основан на территории домонгольского Хорошевского городища; точная дата основания монастыря неизвестна. Он основан в середине XVII века монахинями, которые переселились на Слобожанщину с территории Правобережной Украины. По версии последней настоятельницы монастыря игуменьи Максимилы, он был основан в период 1654—1660 гг.
По исследованию историка архиепископа Филарета (Гумилевского), основанному на анализе церковных документов и названий Хорошева как села и деревни, грамота митрополита Питирима о монастыре составлена «не прежде 1656 г. и не после 1660 г.» и монастырь был основан также в этом интервале времени.
Историк-краевед Василий Кисиленко на основании текста «Челобитной об основании Хорошевского монастыря», годом основания монастыря называет 1664 год. В «Челобитной об основаніи Хорошевскаго монастыря» сказано: «Въ нын. во 172 году [1664] по челобитью Харьковскаго уѣзду села Хорошевскаго городища черкасъ [царемъ] вѣлено у тое церкви архангела Михаила быть монастырю», «…у той грамоты припись Питирима митрополита Сарскаго и Подонскаго іюня въ 30 день нын. 172 (1664) году велѣно ей старицѣ Александрѣ быть въ Харьковском уѣздѣ въ Хорошевскомъ дѣвичѣ монастырѣ игуменьею и монастырь строить.»
При этом харьковским краеведом Андреем Парамоновым датой основания монастыря указывается 1655 год, когда харьковские казаки соорудили здесь Архангело-Михайловскую церковь, а в 1664 г. «по челобитной черкас» царем Алексеем Михайловичем было повелено у той церкви устроить монастырь.

### Первые годы
Предполагается, что до середины XVIII века на территории монастыря существовали две деревянных церкви, которые были уничтожены пожаром 17 сентября 1744 года. Первоначально сбором средств на восстановление монастыря занималась до 1749 года игуменья Афанасия Ковалевская (родственница полковника Ковалевского), а затем её преемница Феофания Квитк[ин]а, ближайшая родственница владыки свт. Иоасафа Белгородского. 20 июня 1754 года Квиткина обратилась в епархию с прошением вместо сгоревшего храма заложить и построить новый каменный храм во имя Вознесения Господня, так как «материалы принадлежащия … в готовности имеются».
В грамоте 27 июня 1754 года Иоасаф, епископ Белгородский и Обоянский, написал: «Благословительно позволяем означенную каменным зданием церковь заложить вновь на удобном месте во имя Вознесения Господня, по церковному чиноположению, харьковскаго коллегиума архимандриту и ректору Рафаилу Мокренскому, а по заложении велеть строить». Архипастырь также предписывал, чтобы главы на церкви и алтарь были соразмерны самому зданию и на главах были бы устроены железные четырехконечные кресты.

### Появление каменных построек

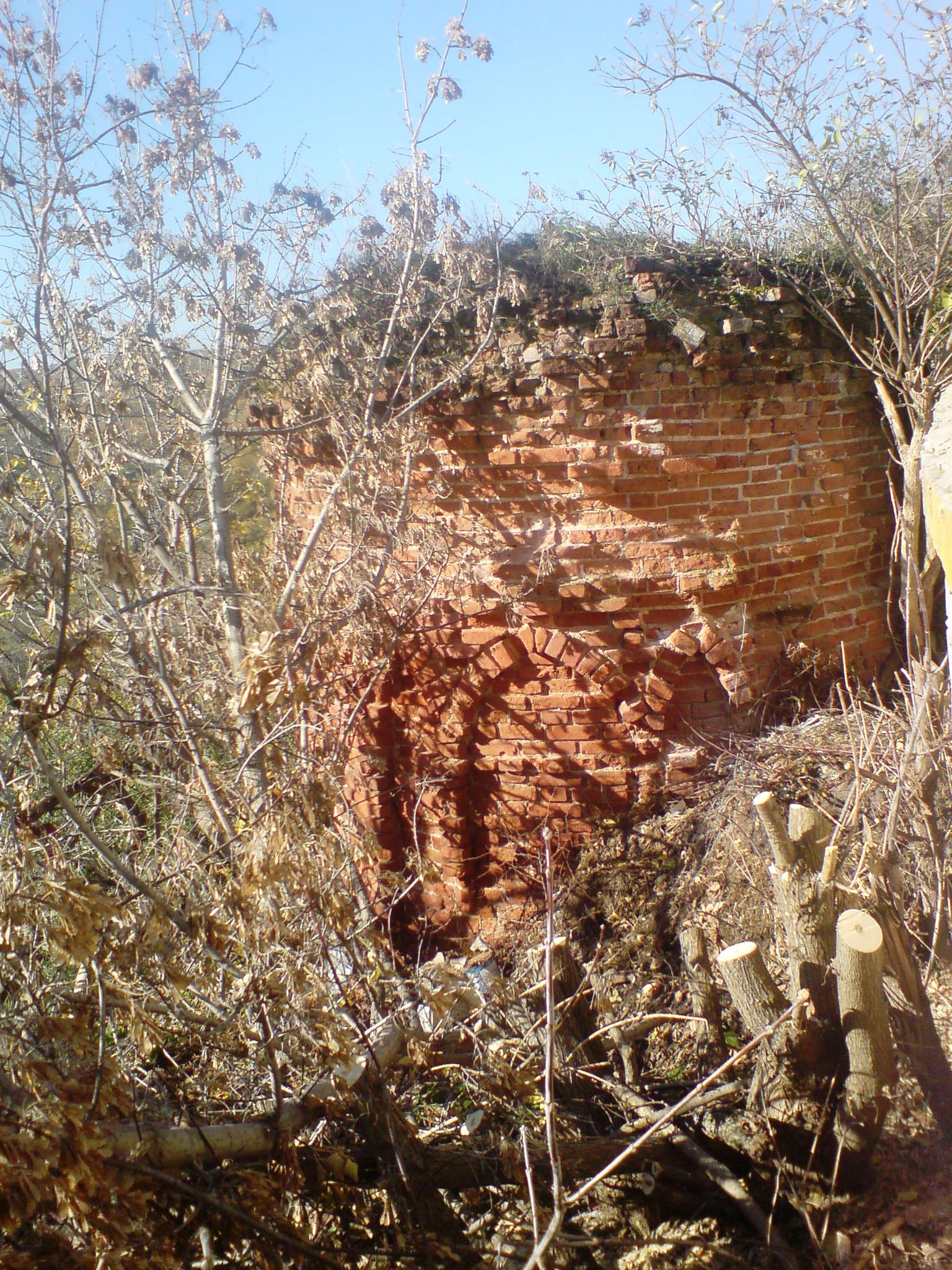
Последние сохранившиеся остатки башни, входившей в систему укреплений Хорошевского монастыря, 2012 год

Через пять лет после пожара на территории монастыря был заложен каменный храм с престолом в честь Вознесения Господня. Храм был освящен в 1759 году. В 1785 году дополнительно в монастыре была построена церковь Архистратига Михаила. Работы велись стараниями игуменьи Тавифы Сошальской. Церковь была освящена ректором Харьковского коллегиума, архимандритом Василием 3 мая 1786 года.
В 1835—1837 гг. к трёхглавой церкви Вознесения под руководством игуменьи Анатолии Веревкиной были сделаны пристройки к северной, южной и западной стене, в результате чего стало возможным добавить еще два купола и сделать церковь пятиглавой. Кроме того, к церкви был добавлен придел в честь Владимирской иконы Божией Матери и освящен харьковским архиепископом Мелетием 2 сентября 1837 года. Также в начале XIX века была построена колокольня и возведена каменная ограда с кирпичными башнями.
В период с 1871 года по 1899 год в монастыре существовал детский приют. После начала Первой мировой войны к послушницам Хорошевского монастыря присоединились 150 монахинь Городищенского женского монастыря, оказавшегося на оккупированной немецко-австрийскими войсками Волынской епархии.
По состоянию на 1917 год в Хорошевском монастыре проживало 722 монахини и послушницы.

### Закрытие

Вид на Хорошевский гериатрический пансионат (правая часть фото), расположенный на месте бывшего Хорошевского монастыря со стороны въезда от посёлка Бабаи, 2010 год

В 1921 году или 1922 году монастырь был закрыт большевиками а его монахини и послушницы вынуждены были покинуть территорию обители. Первоначально в кельях монастыря была создана швейная колония для падших женщин, но это начинание не получило развития. В 1924 году на территории монастыря и в его хозяйственных постройках был открыт Хорошевский гериатрический пансионат. Значительная часть монастырских построек, включая его церкви, после закрытия монастыря оказалась утрачена. В 1980 году у бывших северных ворот монастыря был построен пятиэтажный корпус пансионата. При строительстве оказалась разрушена часть монастырского кладбища и Хорошевского городища.

## Иконы монастыря
Русский духовный писатель Сергей Булгаков писал, что в монастыре находились Ченстоховская икона Божией матери древнего письма, Владимирская икона Божией матери с частицами мощей преподобного Пимена Печерского Многоболезненного и Агапита-врача, икона святого Харалампия, которая пользовалась в монастыре особым почитанием, и присланная с Афонского монастыря икона святого Пантелеймона «с дорогими лампадою и подсвечником, пожертвованные исцелившимися перед этой святою иконою».